# Kantatie 87
La Kantatie 87 (in svedese Stamväg 87) è una strada principale finlandese. Ha inizio a Iisalmi e si dirige verso est, dove si conclude dopo 97 km nei pressi di Nurmes.

## Percorso
La Kantatie 87 attraversa, oltre i comuni di partenza e di arrivo, i comuni di Sonkajärvi e Rautavaara.